# كورسلي إدواردز
كورسلي إدواردز (بالإنجليزية: Corsley Edwards)‏ مواليد 5 مارس 1979 في بالتيمور، هو مدرب كرة سلة أمريكي ولاعب سابق. بدأ مسيرته الاحترافية في سنة 2002. تم اختياره من قبل فريق سكرامنتو كينغز خلال الدرافت. يدرب في دوري الرابطة الوطنية لفئة التطوير. يبلغ طوله 6 قدم 9 بوصة (2.1 م). اعتزل اللعب في 2014.

## المسيرة الاحترافية
لعب مع نادي فيرارا لكرة السلة في الدوري الإيطالي في سنة 2003، ثم لعب مع نيو أورلينز بيليكانز في موسم 2004–2005، ثم لعب مع فنربخشة لكرة السلة في الدوري التركي في سنة 2005، ثم لعب مع نادي غرناطة لكرة السلة في سنة 2005.

## روابط خارجية
- كورسلي إدواردز على موقع الدوري الأوروبي لكرة السلة (الإنجليزية)
- كورسلي إدواردز على موقع إن بي أي (الإنجليزية)
- كورسلي إدواردز على موقع سبورتس رفرنس (الإنجليزية)
- كورسلي إدواردز على موقع الدوري الإسباني لكرة السلة (الإسبانية)
- كورسلي إدواردز على موقع كرة السلة الأوروبية.كوم (الإنجليزية)
- كورسلي إدواردز على موقع كلية كرة السلة في سبورتس رفرنس.كوم (الإنجليزية)
- كورسلي إدواردز على موقع ريلجم (الإنجليزية)
- كورسلي إدواردز على موقع بروبوليرز (الإنجليزية)
- كورسلي إدواردز على موقع سبورتس رفرنس (الإنجليزية)
- كورسلي إدواردز على موقع سبورتس رفرنس (الإنجليزية)